# Бондаренко, Анатолий Афанасьевич
Анатолий Афанасьевич Бондаренко (20 декабря 1943, Винница — 13 ноября 2021, Москва) — советский самбист и дзюдоист, чемпион и призёр чемпионатов СССР по самбо, чемпион и призёр чемпионатов Европы по дзюдо, Заслуженный мастер спорта СССР по дзюдо.

## Биография
Выпускник Киевского высшего танково-технического училища 1970 года. Выступал за Советскую Армию (Киев) и СКА (Ленинград). Член сборной команды страны в 1964—1970 годах.
Оставил большой спорт в 1975 году. Жил в Москве.
Скончался 13 ноября 2021 года от последствий коронавируса.

## Спортивные достижения
- Чемпионат СССР по самбо 1962 — ;
- Чемпионат СССР по самбо 1963 — ;
- Чемпионат СССР по самбо 1964 — ;
- Чемпионат СССР по самбо 1965 — ;
- Чемпионат СССР по самбо 1966 — ;
- Чемпионат СССР по самбо 1967 — ;
- Чемпионат СССР по самбо 1968 — ;
- Чемпионат СССР по самбо 1969 — ;
- Чемпионат СССР по самбо 1973 — ;